# Немецкий боксёр
Неме́цкий боксёр или просто боксёр (нем. Deutscher Boxer) — выведенная в Германии порода короткошёрстных служебных собак среднего размера. Предками боксёров были брабантский боевой пёс и английский бульдог. Порода относится к группе догообразных, или молоссов, — мощных широкотелых собак с крепким костяком и крупными головами. Боксёры — брахицефалы, обладают мощными челюстями и способны к захвату крупной добычи. Одна из самых популярных в мире пород собак.
В Германии с 1925 года эта порода входила в число семи официально признанных служебными. Она в целом создавалась именно как служебная и продолжает оставаться таковой.
Боксёры были впервые представлены на выставке, проводимой для сенбернаров в Мюнхене в 1895 году, а первый клуб заводчиков боксёров был основан через год. По данным Американского клуба собаководства, в 2010 году боксёры занимали седьмое место среди наиболее популярных пород собак в США.
Боксёры — рабочие собаки. Они использовались в армиях различных государств в качестве посыльных, вьючных, а также боевых и сторожевых собак во время военных действий в разные времена. В частности, были участниками обеих мировых войн, выполняя функции связистов, санитаров и сапёров. Во все времена оставались отличными полицейскими собаками. В настоящее время эта порода используется полицейскими кинологическими отделениями разных стран, а также служат в качестве поводырей слепых, работают как спасатели, собаки-телохранители, в защитной службе и в спортивной дрессировке.

## История породы

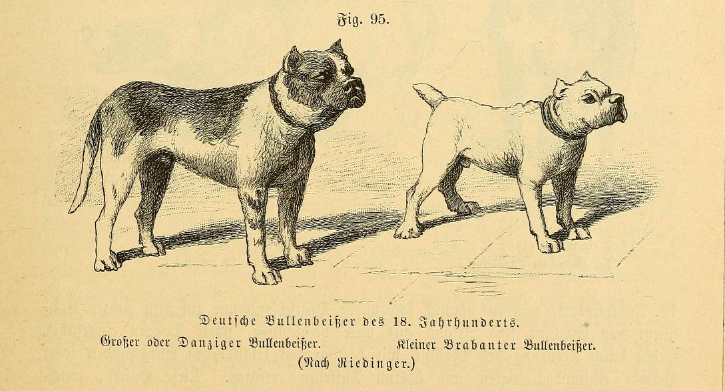
Большая и маленькая (предок современного боксёра) разновидности брабантского боевого пса (булленбейсера)

История породы уходит вглубь веков к мастифам и молосским догам, основой для выведения которых в Риме послужили привезённые Александром Македонским из Индийского похода в Грецию крупные догообразные собаки типа тибетского дога. Одним из предков боксёра был брабантский боевой пёс, для которого, как и для всех собак, использовавшихся в травле быков, был свойственен врождённый перекус — позволяющий псу дышать, даже вгрызаясь в добычу, и увеличивающий силу челюстей и жевательных мышц — который был унаследован и современным боксёром вместе с боевым задором своего отважного предка. Известно изображение собаки породы булленбейсер XVII века, похожей на современных боксёров. Булленбейсеры на протяжении многих веков были весьма распространены в Западной и Центральной Европе. На охоте булленбейссер сидел в засаде и ждал, пока гончие не выгонят на них добычу. После этого несколько булленбейссеров набрасывались на зверя, и удерживали его, пока не появлялся охотник. Бороться со значительно превосходящим брабантского пса в весе и силе, опасным своими клыками или рогами быком или кабаном, могла лишь очень смелая собака, обладающая выдающейся хваткой. Такая собака должна была обладать широкой пастью с мощными челюстями и широким поставом зубов — чтобы обеспечить максимальную ширину ухватываемого при хватке пространства; укороченными челюстями, чтобы не слишком утруждать мышцы челюстей при хватке ввиду малой длины рычагов и всё время схватки удерживать всю свою массу на весу. Вздёрнутая мочка носа помогала такой собаке дышать во время длительной глубокой хватки даже за густую медвежью шкуру. Сила у этих собак сочеталась с молниеносной увёртливостью. Данные качества были присущи булленбейсеру, выводились у предков сегодняшнего боксёра многовековой нацеленной исключительно на рабочие качества селекцией. Свойственны они и сегодняшнему боксёру. 

Предки боксёра были мужественными, бесстрашными, неимоверно отважными, смышлёными собаками с хорошими бойцовскими качествами и головой, соответствующей описанию Кювье: «Морда относительно короткая, череп высокий и не слишком большой, лобные пазухи крупные; мыщелковый отросток нижней челюсти находится гораздо выше верхних моляров»— М. З. Дубров

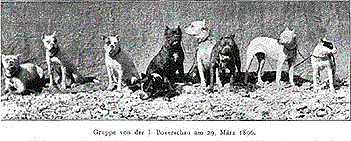
Боксёры на первой выставке, Мюнхен, 1896

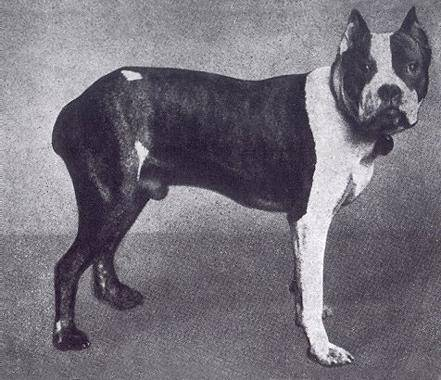
Первый боксёр — Флокки

Во второй половине XVII века в связи с исчезновением в Европе большей части крупных диких животных, а также возрастающей доступностью огнестрельного оружия для всё большего и большего числа охотников, большая разновидность псов — использовавшиеся только для охоты на крупного зверя — данцигские булленбейсеры, вымерли. Малая же разновидность, брабантские булленбейсеры, будучи более подвижными, ловкими, пластичными и использовавшиеся не только для охоты на быков и медведей, но и на кабанов и оленей, кроме того зарекомендовавшие себя отличными сторожами и телохранителями, хоть и в небольшом количестве, но пока ещё сохранялись. Их популяция сокращалась медленнее, и отдельные экземпляры этой породы можно было встретить даже в конце XIX века. И, прежде чем исчезнуть навсегда вслед за своими более крупными собратьями, малые булленбейсеры успели дать жизнь новой породе, которая стала известна как боксёр. В 1887 году привезённая в Мюнхен из Франции тигровая сука Флора (Alt’s Flora I 49) исчезающего брабантского булленбейсера была повязана с булленбейсером из Баварии, что стало первым фактом официальной вязки в племенной книге боксёров. Далее в результат вязки родившегося таким образом рыже-пегого кобеля по кличке Бокс (Lecher’s Box 48) с собственной матерью родились суки Шекин (Alt’s Scheckin 50) и Флора II (Alt’s Flora II) — на стадии зарождения породы инбридинг быстро закрепил её базовые признаки, впоследствии же наиболее распространённым в разведении боксёров стал метод аутбридинга, давший подавляющее большинство лучших собак породы. Происхождение любого из наших современных боксёров можно отследить от двух последующих вязок: Шекин с английским бульдогом по кличке Том, напоминавшим скорее раннего бостон-терьера, и Флоры II со своим отцом Боксом. Становление породы боксёр было положено потомками этих двух вязок и тремя другими булленбейсерами.
Боксёр в том виде, в каком мы привыкли его видеть, появился в 1850 году в городе Мюнхене. Название «боксёр» впервые появляется между 1860 и 1870 годами. Мюнхенский кинолог, дрессировщик и сторонник применения собак в военном деле Фридрих Роберт с друзьями Элардом Кенигом и Рудольфом Хепнером занимался чистопородным разведением боксёров в Баварии и горел идеей создать идеальную военную собаку. Роберт ещё до начала работы описал, как должен выглядеть будущий боксёр. Идеальная служебная собака по Роберту была такова: среднего роста, элегантная, высоконогая и при этом мощная, с широкими массивными челюстями, предпочтительно рыжего окраса. В сравнении с булленбейсерами собаки Роберта выглядели более сухими и подтянутыми. В создании этой породы участвовали мастифы и бульдоги, племенная работа с этими собаками и дала эту новую породу. Мастифы предназначались для охоты на крупных зверей, таких как медведь или кабан, а бульдоги участвовали в боях с быками. Проведя селекционный отбор, специалисты создали новую породу неагрессивной и управляемой — такими, какими сегодня мы знаем боксёров. Благодаря усилиям этих трёх энтузиастов тигрово-пегий сын Тома и Шекин по кличке Флокки (Muhlbauer’s Flocki 1) и был первый раз представлен в пробном классе на выставке клуба сенбернаров в Мюнхене в 1895 году, став первым боксёром, внесённым в племенную книгу. Эти события стали началом официального признания этой породы и начала её стремительного развития, а 1895 год с тех пор официально считается годом рождения породы. Вскоре эти трое энтузиастов организовали первый клуб боксёров и провели в Мюнхене в 1896 году первую выставку собак новой породы, на которой было представлено уже около 50 боксёров ровного типа в основном белого окраса.
Основателями клуба была поставлена задача разработать и вывести единый породный тип, который продолжил бы славную породу булленбейссеров. Скрещивание с английским бульдогом позволило улучшить морду собаки. И, хотя в тот период боксёрами именовалось довольно большое число собак, линии подавляющего большинства современных боксёров сводятся лишь к четырём предкам, вязки которых между собой и их потомства друг с другом образовали основу для всего будущего разведения:
- Вотан 46, тифовый кобель с хорошей головой, но с не с самыми лучшими задними ногами;
- Флок Сан Сальватор 14, рыжий кобель с хорошим высокопородным сильным и благородным корпусом, таким, каким стали боксёры в будущем; сильно отличался от тогда распространённого бульдожьего типа;
- Мирцель 44 красно-рыжего окраса;
- Мета (Meta v.d. Passage 30) — внучка Шекин и правнучка Флоры II — белая с пятнами и очень плодовитая. От вязок с Вотаном 46 и Флок Сан Сальватором 14 дала отличное потомство[1].

В 1910 году будущая владелица одного из самых успешных питомников боксёров «фон Дом» (v. Dom) — тогда ещё простая 19-летняя студентка — Фридерум Штокманн — на художественной выставке в Мюнхене показала скульптуру удивительного для тех времён боксера, который совершенно не был похож на собак этой породы начала XX века — боксёры стали так выглядеть лишь спустя 80 лет. Эта боксеристка сделала очень много для любимой породы и её развития, её боксёры были самыми выдающимися вплоть до 60-х годов XX века (последняя яркая звезда питомника — Godewind v. Dom 92449, родившийся 3 мая 1959 года — оказал серьёзное влияние на облик современных боксёров).
На рубеже XIX и XX веков заводчики и эксперты придавали повышенное значение массивности костяка, прямой линии крепкой мускулистой спины и правильному поставу и развитию задних конечностей боксёров.
В мае 1950 года в Страсбурге по инициативе французского Боксёр-клуба была учреждена международная объединяющая усилия всех энтузиастов породы организация: ATIBOX (Association Technique Internationale du Boxer).
Первый стандарт породы появился в 1896 году, а в 1902 году он был задокументирован, с тех пор несколько раз изменяясь. В 1905 году была уже принята настолько проработанная редакция стандарта, что за весь XX век принципиальных изменений больше не было, хотя менялся рост и были в 1925 году запрещены к разведению собаки белого и чёрного цветов и пятнистого с преобладанием белого окрасов — предположительно из-за того, что были очень заметны в бою и при выполнении полицейской работы.
С началом Первой мировой войны боксёры в Германской империи были призваны в армию и служили разведчиками, связистами, сапёрами, вьючными, почтовыми собаками. К 1917 году в немецкой армии из одной только Баварии насчитывалось 60 отлично отдрессированных боксёров. Многие из них были награждены, но большинство погибло, преданно служа своим хозяевам. В 1921 году заслуги боксёров в сражениях Великой войны (были многократно удостоены военных наград) и в полицейской службе были признаны в виде официального признания боксёра служебной породой, их владельцам разрешили посещать государственные курсы по дрессировке. В 1921 году Чемпион Рольф фон Вальхалл 8,5 лет стал первым боксёром, прошедшим испытания по караульно-защитной службе, включавшие оценку рабочих качеств и экстерьера.
В 1925 году боксёры в числе первых служебных пород собак были в Германии приняты на полицейскую службу. Тогда же боксёр стал использоваться человеком и как собака-поводырь.
13 марта 2002 года была принята очередная версия стандарта, запрещающая купирование ушей и хвоста. 9 июля 2008 года была принята следующая версия стандарта.
Боксёр относится к числу пород, которые востребованы из-за сочетания тех развитых и закреплённых целым рядом поколений селекционеров качеств, в которых люди в любые времена вне зависимости от веяний моды и рекламных усилий находят свой идеал собаки.

### Боксёры в России
В Россию немецкие боксёры были завезены сразу же после появления породы, однако выяснить, в каком количестве они были представлены на выставках
в Российской Империи не представляется возможным, так как изначально боксёров в каталоги выставок заносили как бульдогов — вместе с английскими бульдогами — и именовали в каталогах немецкими бульдогами. Например, в выставке собак отдела кровного собаководства, проходившей в Санкт-Петербурге с 6 по 10 мая 1907 года, в числе бульдогов участвовал внук Меты ф. д. Пассаж — двухлетний Принц Аллаш, сын Ацор ф. д. Пассаж и Клео ф. д. Бург из Кёнигсберга.

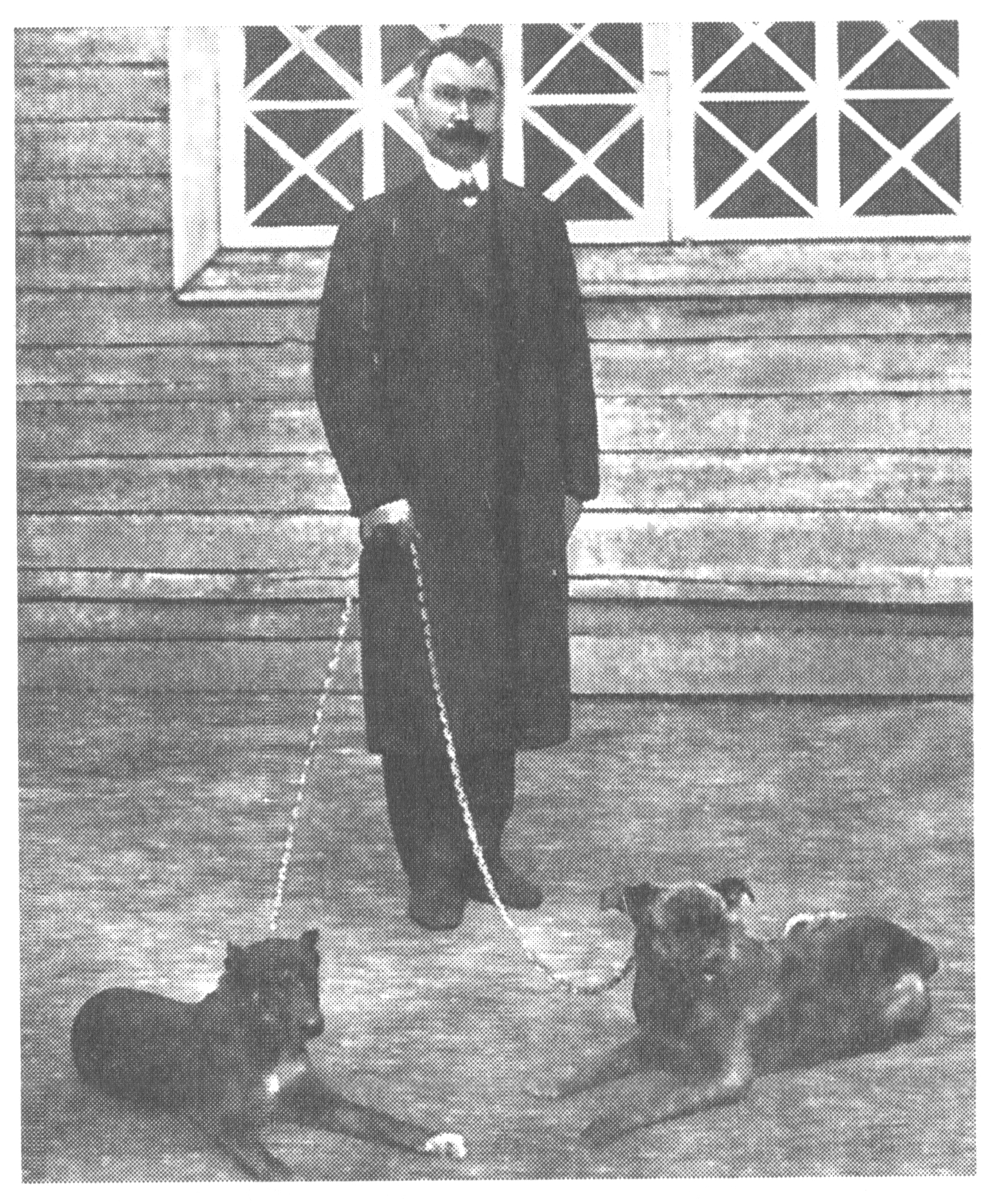
Начальник омского сыскного отделения П. И. Куприянов с щенком боксёра. 1910 год

Сохранились фотографии, иллюстрирующие присутствие и использование боксёров в Императорской России. Так, на одной столичной фотографии 1912 года изображена группа русских офицеров с очень породистым для того времени боксёром белого окраса. А в изданной в 1910 году книге В. И. Лебедева «Руководство дрессировки полицейских собак» представлена фотография начальника омского сыскного отделения П. И. Куприянова со щенками, среди которых присутствует и один боксерёнок.

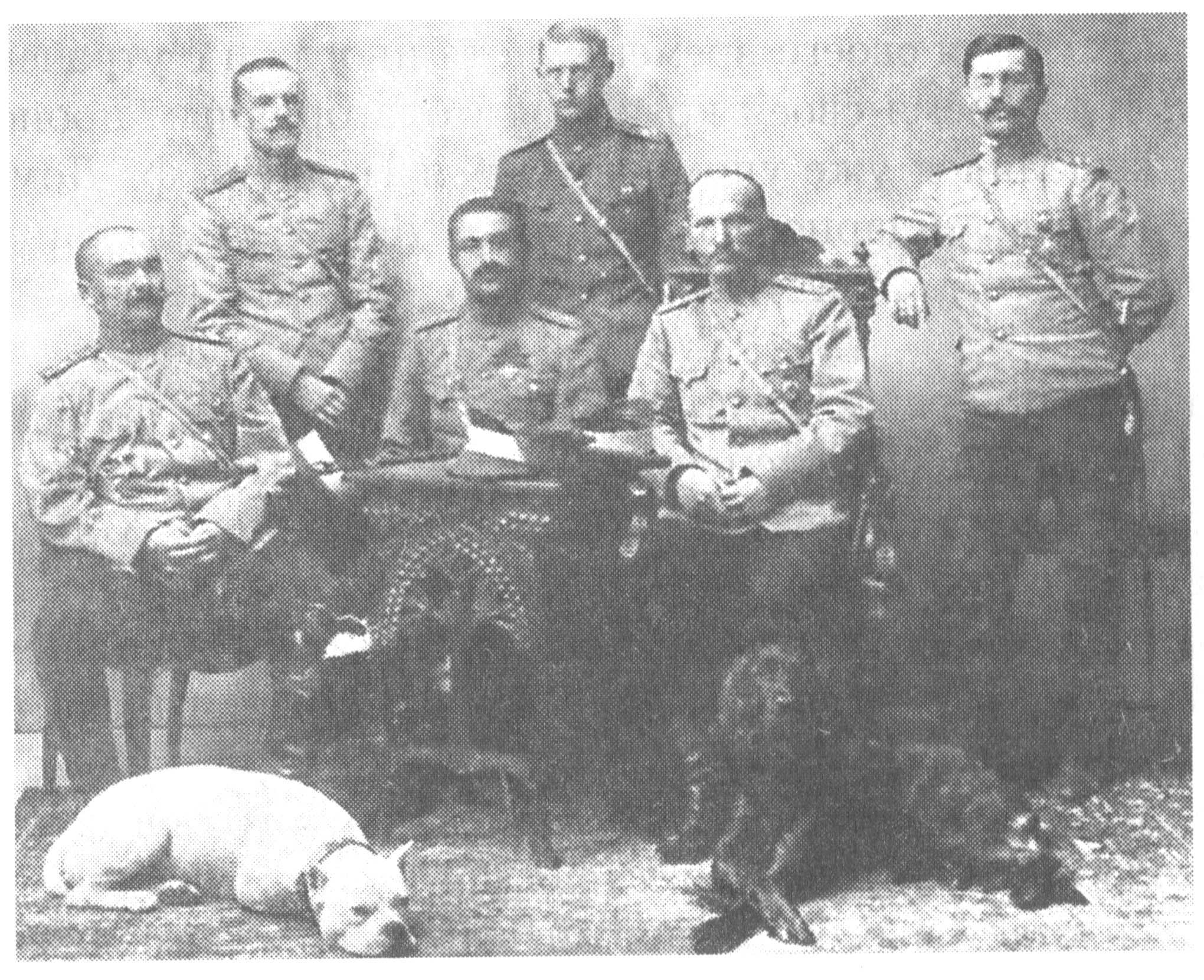
Группа русских офицеров с боксёром белого окраса. 1912 год

В середине—конце 20-х годов центром разведения боксёров стал Ростов-на-Дону, где после разрухи гражданской войны оказалось сосредоточено наилучшее поголовье (в том числе три потомка легендарного Рольфа госпожи Штокманн) в руках наиболее квалифицированных боксеристов. В 30-е годы центр разведения боксёров переместился в Санкт-Петербург. Но вскоре в результате событий Второй мировой войны, оккупации немцами одного центра отечественного разведения и длительной блокады второго, погибло почти всё поголовье боксёров. При этом блокадные боксеристы совершили подвиг, сохранив двух живших на Мойке племенных сук-боксёрок, уцелевших в то время, когда в городе не только ели крыс и истребили всех кошек, но регистрировались и многочисленные случаи каннибализма.
Послевоенное восстановление поголовья боксёров происходило уже в основном за счёт сохранившихся в Москве собак, а также при использовании очень неплохих трофейных боксёров Вермахта, в котором в 1940-е годы порода, как и во времена Первой мировой войны, продолжала «воевать» на фронте и использоваться в качестве военной служебной собаки. В это время выделялся победитель выставок, оставивший многочисленное отличное поголовье, Аско ф. Люстгартен, принадлежавший Поповой А. Т. из Ленинграда. В 1948 году сюда же привезли из Германии кобеля с полной родословной, оказавшего очень сильное влияние на разведение боксёров в СССР — Гримма ф. Клаусдорфа — в 1951 году от которого родился щенок Чемпион Эмир (владелец Вольный В. Н.), ставший вообще родоначальником всесоюзного поголовья.
Тяжёлыми последствиями обернулись для развития породы на территории СССР времена «железного занавеса», когда отечественные кинологи перестали иметь возможность отслеживать тенденции развития породы в мировом масштабе, приглашать иностранных экспертов, посещать зарубежные выставки, пользоваться актуальной специализированной литературой. В результате авторитарного руководства советской кинологией заводчиков лишили права на творчество, а стандарты пород в СССР подверглись переписыванию вопреки тенденциям на родине самих пород. Как результат развитие многих пород в СССР остановилось на уровне 1950—60-х годов, а некоторые породы, которым повезло меньше всего, изменились настолько радикально, что им даже пришлось давать новые названия. Боксёр за эти годы изолированного советского собаководства превратился — словами известного отечественного эксперта по породе и дрессировщика В. Л. Новикова — в «огромную, неуклюжую, весьма напоминающую гоголевского Вия собаку, чей облик вполне соответствовал описанию, сделанному А. Э. Брэмом более столетия назад». Когда в конце 1980-х годов открылись границы и советские собаководы смогли увидеть настоящих западных боксёров, выяснилось со всей очевидностью, что по своим качествам отечественные собаки отстают от мирового уровня минимум на 30 лет. Исправить сложившееся положение было возможно исключительно посредством активного использования в разведении импортированных собак. Авторитаризм в собаководстве сменился анархией с последствиями в виде появления множества боксёров с поддельными родословными, и только деятельность Российской кинологической федерации, внесшей надёжный контроль и цивилизованную демократичность в отечественную кинологию того периода, способствовало началу процесса быстрого совершенствования российского поголовья породы. Успеха достигли собаководы частных питомников «Айвенго» из Москвы, «Боксёрлэнд» из Новосибирска, «Ванбокс» из Ростова-на-Дону, «Ланэр Лайт», «Боксёрбэрг» из Калининграда и некоторые другие.
В сентябре 1993 года в России был учреждён Российский боксёр-клуб, объединивший десятки организаций по всей стране. В 1994 году Россия в лице этой организации стала членом ATIBOX и российские любители породы боксёр стали полноправными членами мирового сообщества боксеристов.

## Рабочее использование породы
Порода выводилась как служебная, и продолжает оставаться таковой, то есть обладающей особыми поведенческими задатками для выполнения определённых задач. Современный боксёр хорош и внешне, и своими психическими свойствами. Он обожает свою семью, неустрашим и беспощаден в атаке, работает по следу и проявляет сообразительность. На протяжении всей истории породы боксёры использовались в качестве служебных собак. Во время Первой и Второй мировых войн они служили связистами, разведчиками, почтовыми, вьючными, санитарными собаками, сапёрами. Боксёр всегда был превосходной полицейской собакой, оставаясь непревзойдённым по скорости атаки.
В наши дни эта порода используется полицейскими кинологическими отделениями разных стран, в качестве поводырей слепых, спасателей, собак-телохранителей, в защитной службе и спортивной дрессировке. Боксёры использовались также в армии в качестве ценных собак-посыльных, вьючных, а также боевых и сторожевых собак во время военных действий.
Со времён Первой мировой войны боксёры использовались в армейских целях. В 1925 году боксёров как одну из лучших служебных пород начали использовать и для работы в полиции, где боксёры прослужили до середины XX века, пока не были заменены другими породами, более приспособленными к вольерному содержанию и уличным холодам.
Сообразительность боксёров, зачастую являющаяся источником проблем для неопытных дрессировщиков, оборачивается преимуществами при работе собаки, например, в поисковых операциях, где она ценится наряду с инициативой. Поэтому боксёры признаются одной из лучших пород для той же поисково-спасательной службы.
На протяжении всего столетия боксёров интенсивно дрессировали и неспособных не допускали в разведение. Выдрессировать же своего боксёра исторически всегда было делом чести каждого из их владельцев. Поэтому современный боксёр — превосходная служебная собака, пригодная для любой служебной дрессировки.

## Внешний вид
Только гармонично сложенная собака может быть одновременно стильной и работоспособной. Боксёр, все стати которого сбалансированы между собой, сливаясь в единый силуэт, славится своей резвостью, ловкостью и выносливостью. Функциональность положена в основу всего его телосложения — выраженные углы конечностей — чтобы стремительно бежать, широкие челюсти, чтобы надёжнее хватать и держать и так далее. Однако строение боксёра дополняется некоторыми не имеющими функционального значения, но и не противоречащими ему составляющими, например, выразительным взглядом, бархатными брылями.

### Общий вид
Боксёр — это среднего роста, гладкошёрстная, плотная, коренастая собака. Обладает квадратным туловищем и крепким костяком, с сильными конечностями. Мускулатура сухая, сильно развитая и пластически выступающая. Движения живые, мощные, быстрые, пружинистые, свободные, с большим размахом. Осанка благородная и горделивая.
Боксёр должен быть эффектным и притягивать к себе взор.
Для первых боксёров были характерны массивный грубый костяк, мощная мускулатура и невероятная сила, но более лёгким современным свойственны резвость, ловкость, выносливость и долгожительство; сегодняшний боксёр не должен выглядеть ни тяжёлым и неуклюжим, ни лёгким или слабым телом. Тело квадратного формата, то есть линии, проведённые через крайние точки, образуют квадрат: горизонтальная — через верх холки, а вертикальные — одна через крайнюю переднюю точку плечелопаточного сустава, а другая через крайнюю заднюю точку седалищного бугра. Грудная клетка глубокая, спускается до локтей. Глубина груди в два раза меньше высоты в холке. Корпус поддерживают крепкие прямые конечности. Холка ярко выражена. Спина, в том числе поясница, короткая, прочная, прямая, широкая и выраженно мускулистая. Круп немного наклонён, отчасти округлый, широкий. Таз длинный и широкий, особенно это касается сук. Хорошо развитая передняя часть груди. Рёбра хорошо изогнутые и тянутся далеко назад. Линия низа тянется назад в красивом изгибе. Пах короткий, в меру подтянутый. Длина спинки носа в два раза меньше длины черепа (измеренная соответственно от кончика носа до внутреннего угла глаз и от внутреннего угла глаз до затылка).
Кожа сухая и эластичная, без складок. Шерсть короткая, жёсткая, блестящая и плотно прилегающая. Окрас рыжий (в оригинале — олений) или тигровый. Рыжий может быть любого оттенка, от светло-жёлтого до красно-коричневого, однако предпочтение отдаётся средним тонам (то есть ярко-рыжим). Чёрная маска. Тигровый окрас представляет собой тёмные или чёрные полосы на рыжем фоне, идущие вдоль ребер. Основной окрас и полосы не должны быть одинаковы. Белые отметины не под запретом, они даже могут стать своеобразным украшением боксёра.
Высота в холке кобелей — 57—63 см, сук — 53—59 см. Вес кобелей — более 30 кг (при высоте в холке около 60 см), сук — примерно 25 кг (при высоте в холке около 56 см).
Ярко выраженный половой диморфизм является характерной чертой породы боксёр, кобели сильно внешне отличаются от сук и настолько мускулисты и мощны, что их пол очевиден даже при беглом осмотре. Сука боксёра должна быть женственной и элегантной, оставаясь при этом достаточно крепкой и мускулистой, будучи служебной собакой.
Высокопередость и компактность дают возможность боксёру быстро и без устали бегать рысью и другими аллюрами, без труда преодолевать препятствия.
Высоко поднятая голова и бодро торчащий вверх хвост свидетельствуют о таких необходимых для служебной собаки качествах, как активный темперамент и уверенность в себе.
В апогее великолепия боксёр пребывает от полутора до 3,5 лет и большинство значимых побед на выставках также приходится на этот возраст.
В. Л. Новиков отмечает, что, видимо, по причине того, что, будучи боксёрами, запечатлённые на стадии импринтинга мать и однопомётники маленького боксёренка имели весьма отличную от других собак внешность, большинство боксёров впоследствии к сородичам-боксёрам проявляют особую благосклонность.

### Окрас
Окрас у боксёров может быть рыжий, тигровый или палевый в диапазоне от светло-жёлтого до тёмного оленье-рыжего. У собак тигрового окраса чёрные полосы чётко обозначены на светло-жёлтом или красно-коричневом базовом фоне. Чёрный окрас является браком, но при этом такие собаки встречаются чрезвычайно редко и скорее всего чёрный щенок подрастёт и станет тёмно-тигровым боксёром.
Базой для разведения боксёров оленьего окраса в 1920-х и 1930-х годах стал Чемпион Риго фон Ангертор, сын Шани фон дер Пассаж. А Гигерль стал основой для разведения собак тигрового окраса.
Основной окрас стандартного боксёра — рыжий. Он может быть любых оттенков, однако предпочтительными являются насыщенные тона, особи с насыщенной окраской отличаются лучшим обонянием. Тигровый окрас может варьировать от весьма редких тигровин до почти сливающихся. Предпочтение отдаётся окрасу со средней насыщенностью тигровин. Число и расположение белых пятен регламентируется: отметины могут располагаться на голове, груди, шее, животе и конечностях; общая их площадь не должна превышать трети поверхности всего тела собаки. На морде и вокруг глаз обязательно должна быть чёрная (без серых или бурых оттенков) маска и очки. Предпочтение отдаётся варианту, когда она не слишком глубока и не смыкается с очками, чтобы не было намёков на мрачное выражение физиономии боксёра. Мочка носа непременно должна быть чёрной без белых пятен. При этом у новорожденных щенков она может быть и светлой, позднее темнея и превращаясь в чёрную.

### Голова

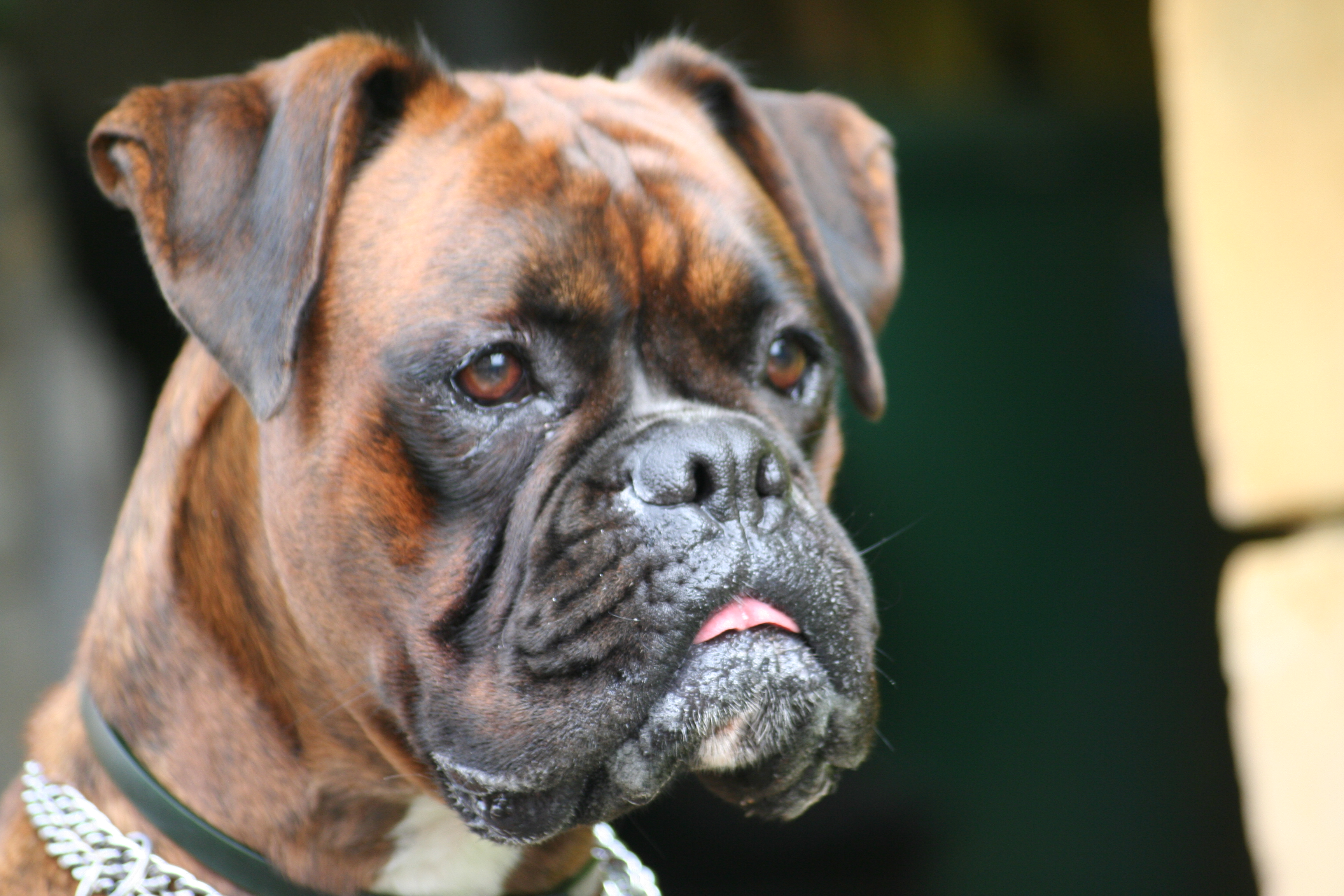

Голова — характерная особенность боксёра. Её строение очень специфично, не характерно для диких псовых, является результатом творчества человека. Она находится в верной пропорции относительно тела и не смотрится слишком лёгкой. Морда должна быть как можно более широкая и мощная. Гармония головы зависит от баланса между размерами морды и черепной части. Она должна быть сухой и не иметь морщин. При этом складки на лбу появляются самопроизвольно, когда собака настораживается и двигает при этом ушами, когда её что-то заинтересовало. От основания переносицы в обе стороны ниспадают постоянно присутствующие складки кожи. Чёрная маска ограничивается границами морды, чётко видна на фоне головы и не должна придавать боксёру мрачное выражение.
Череп у боксёра узкий, слегка выгнутый, не круглый. От других пород собак он отличается короткой верхней челюстью и крутым лбом. Срединная борозда только лишь слегка видна, между глазами не углублена. Линия носа относительна лба образует чёткий угол и не углублена в лоб (отличие от бульдога).
Боксёрам свойственен высокий череп с элегантным переходом ото лба к широкой, объёмной со всех сторон и курносой морде. Челюсти мощные, с широко расставленными крупными клыками. Широкий, выдающийся вперед подбородок не слишком сильно выставлен из-под верхних брылей и может быть в идеале даже скрыт верхними брылями. Глаза округлые и тёмные. Тёмная маска придаёт неповторимое трогательное выражение морде боксёра.
Верхние брыли смыкаются с краем нижних брылей. Чётко обозначенный подбородок вырисовывается благодаря переду нижней челюсти с брылями. Подбородок выражен как в профиль, так и в анфас. Клыки с резцами нижней челюсти и язык не видны, когда у собаки закрыт рот. Спереди верхней губы хорошо просматривается бороздка. Губы (брыли) придают морде завершённую форму. Верхняя брыль мясистая, порывает всё свободное пространство, образующееся за счёт длинной нижней челюсти, и поддерживается снизу клыками. Брыли придают морде боксёра завершённый внешний вид.
В движении голова и шея помогают боксёру сохранять равновесие. Собака это делает, перенося центр тяжести в сторону в зависимости от того, какая конечность участвует в движении. Вытягивание же шеи и головы вперёд на рыси помогает боксёру набрать большую скорость, перенося вес тела. При резкой остановке боксёр наоборот запрокидывает голову и сохраняет равновесие, перенося вес на задние конечности.
Голова у боксёра изменяется внешне, формируется и развивается от момента рождения до двухлетнего возраста. У щенков она относительно длинная и куполообразная, переход от лба к широкой части морды — резкий.
Мочка носа широкая, чёрная, слегка вздёрнутая с широкими ноздрями и заметной вертикальной бороздкой между ними. Кончик мочки совсем немного возвышается над основания мочки носа. Нижняя челюсть боксёра длиннее, чем верхняя, и немного загнута вверх. Форма прикуса у боксёра — перекус. Верхняя челюсть широкая у основания лба и лишь слегка сужается к носу.
Зубы здоровые и крепкие. Резцы должны быть крупными, расположены по возможности в одну линию, снизу в количестве не менее шести штук, однако при отсутствии одного из ранее очевидно присутствовавших нижних резцов, оценка собаке на выставке из-за этого не снижается, так как строение прикуса крайне азартного боксёра таково, что основная нагрузка при повисании всем телом при задержании или сильных рывках защитного костюма приходится именно на нижние резцы. Клыки большие, расставлены широко.
Скулы должны быть развиты, подобно челюстям, однако они не слишком сильно выступают. Они плавно переходят к морде в виде небольшого изгиба.
Глаза тёмные, миндалевидные, крупные, не выпуклые и не глубоко запавшие. Их цвет должен быть как можно более тёмным, и как минимум не светлее окружающей их маски. Выражению глаз боксёра традиционно придаётся намного большее значение, чем у любой другой породы. Выразительный взгляд — важное достоинство современного боксёра, он должен быть очень внимательным, понятливым и энергичным, не должен быть угрожающим или колючим. Глаза у боксёров широко расставлены и должны быть прямопосаженными, не должны быть раскосыми. За счёт прямопосаженных глаз боксёр имеет несколько меньший в сравнении с другими породами угол общего поля зрения около 200° против 250° у других пород (что отчасти компенсируется широтой расстановки глаз), однако при этом у него значительно больший угол бинокулярного поля зрения (около 135° против 50° у других пород), то есть угол, обозреваемый одновременно обоими глазами. Как результат зрение у боксёра значительно более чёткое и стереоскопическое, следовательно, значительно лучше способность определять расстояние до объектов, а также их объёмность, чему способствует и то, что глаза у боксёра максимально расставлены.
Окантовка век должна быть тёмной. Если уши оставляются в естественном виде, то они должны иметь соразмерную величину, быть длинными, в форме равнобедренного треугольника, закруглёнными на концах, расположены по бокам самой высокой части черепа, в спокойном состоянии прилегать к скулам и немного разворачиваться вперёд, образуя отчётливую складку, когда собака насторожена. Уши типа «роза» должны быть широко расставленными, внутренний край уха должен быть расположен на краю верхней части черепа. Купирование ушей у боксёров в наши дни имеет декоративное значение: чтобы при взгляде на собаку зритель видел гармонично сложенного атлета, строение головы которого и экспрессию и подчёркивают вертикально стоящие так, чтобы из внутренние края были параллельны с смотрящими строго вперёд ладьями, уши. Линия верха шеи проходит элегантной дугой с хорошо заметным переходом к холке. Она достаточно длинная, округлая, сильная, мускулистая и сухая.

### Хвост
Поставлен высоко, держится кверху. В наши дни оставляется в натуральном виде. Прежде купировался, и собака выражала восторг, виляя задом.
На протяжении всей истории породы её формирование велось исходя из обязательного купирования хвоста, исходя из этого обстоятельства порода приобретала особый силуэт, гармонию и целостность. Поэтому в странах, где вводился запрет на купирование хвостов, этому решению обычно имелась серьёзная оппозиция со стороны владельцев собак, и запрет вводился вопреки их возражениям.

### Конечности
Передние конечности на виде спереди ровные и параллельные друг другу, с хорошим рельефным костяком. Лопатки длинные и косые, плотно прилегают к туловищу. Плечи длинные, находятся под углом 90° к лопатке. Локти направлены строго назад. Характерной чертой боксёра, определяющей его внешний вид в целом, является расположение локтей строго на уровне нижней точки груди, которая делит высоту в холке строго пополам. Предплечье расположено вертикально, длинное, сухое и мускулистое. Запястье крепкое, четко обозначенное. Пясть короткая, слегка наклонная, почти отвесная, прекрасно удерживает вес боксёра и амортизирует толчки. Передние лапы небольшие, округлые, с крепко сжатыми пальцами, сводистые, в комке (кошачьи), с тугими подушечками, редко травмируемые.
Задние конечности имеют мощную мускулатуру. При осмотре сзади — ровные. Бедро длинное и широкое. Углы суставов тазобедренного и коленного менее тупые. Голень мускулистая. Её длина соответствует длине бедра и за счёт такого соотношения боксёр — в отличие от обладающей более длинной голенью и поэтому отличающейся длинным и плавным толчком вперёд немецкой овчарки — может делать хоть и не столь длинный, но зато гораздо более мощный и резкий толчок и, как следствие, обеспечивать более длинную и высокую стадию полёта при рыси, а также производить очень мощные движения на галопе и при прыжках. Скакательный сустав сильный. Угол сустава составляет около 140°. Плюсна короткая, слегка наклонная, под углом 95—100° к земле. Задние лапы слегка длиннее передних, с крепко сжатыми пальцами. Подушечки с жесткой подошвой. Пальцы на задних лапах немного длиннее, чем на передних.

## Движения боксёра
Движения боксёра лёгкие, свободные, упругие.
Самый медленный из аллюров — шаг — современному боксёру не свойственен. Даже в старости боксёры никогда не будут плестись за хозяином, предпочитая двигаться рысью. На этом аллюре у боксёра чрезвычайно длинная стадия полёта. Скорость и выносливость боксёров при этом наиболее типичном для них (наряду с другим — карьером — используемым также при преследовании) рабочем аллюре настолько велика, что конкурентов, разве что за исключением немецкой овчарки, в этом плане ему очень сложно подобрать.
В движении боксёр должен сохранять выраженную высокопередость, дающую боксёру в движении большие преимущества, и ровную линию верха. У высокопередых боксёров в движении линия верха совпадает с оптимальным направлением посыла от задних конечностей, обеспечивающего оптимальное соотношение вертикальной (дающей достаточную высоту отрыва от земли) и горизонтальной (достаточно сильный посыл вперёд) составляющих.

## Поведение
Боксёры являются чрезвычайно внимательными и сообразительными собаками, они понимают и реагируют на довольно большое количество слов, быстро распознают мимику человека и реагируют на изменения в настроении хозяина. Человеку тоже просто понимать боксёра: все основные выразительные позы собака принимает подчёркнуто чётко, и её «лицо» столь выразительно и богато отчётливыми мимическими выражениями, что сравниться с ним в этом могут разве что приматы, но ни одна из других пород собак. Немногие из них могут демонстрировать и уровень рассудительности, свойственный боксёру.
Боксёр задумывался как служебная собака, поэтому с удовольствием учится новому. Важно, чтобы тренировка была интересна и приятна собаке. Поэтому исключено использование рывков поводком, удавок, строгих ошейников, элеткроошейников и прочей амуниции, которая наносит вред здоровью и психике собаке.
Боксёры с увлечённостью занимаются любыми поисковыми занятиями: начиная от поиска одного кусочка лакомства в доме, заканчивая сложным поиском человека по следу.
Боксёр - это интеллигент, он всегда держится с достоинством и уверен в своих силах, вступая в драку лишь в самом крайнем случае, когда это уже стало необходимым. В этих исключительных случаях, демонстрируя угрозу, боксёр старается казаться как можно выше, он высоко держит голову и выглядит очень высокопередым с особенно мощной грудной клеткой. Хвост виляет, выдавая напряжённость. Шерсть по позвоночнику взъерошена. Собака пристально смотрит на оппонента, подняв уши вперёд, а на лбу проступают несколько вертикальных морщин. Боксёр раздувает брыли и морщит нос, оскаливая резцы. В этой позе боксёр выглядит очень выигрышно, поэтому эту позу зачастую используют хендлеры на выставках, ставя друг напротив друга двух соперников.
Когда дело доходит до атаки, боксёр славится тем, что обычно максимально концентрируется на первом же своём мощном ударе, стараясь сбить соперника с ног, и зачастую на этом стычка завершается. В случае же, если оппонент значительно крупнее него, боксёр будет стараться при первой возможности ухватиться зубами рядом с ухом и зафиксировать хватку, как это делал в позапрошлом веке его предок-булленбейсер, усмиряя быка.

## Выставочная демонстрация боксёра
Для участия в выставках боксёр должен быть обучен рысить рядом с выводчиком, не натягивая поводок и не нюхая пол. В этом случае боксёр двигается в ринге естественно и совершенно.
Выставочная стойка боксёра: высоко поднятая голова, перпендикулярно земле стоящие передние ноги, линия верха, нисподающая от затылка до корня хвоста по прямой, задорно торчащий вверх хвост, отставленные назад задние ноги.
В Германии боксёры показываются в соответствии с европейской системой: на свободном длинном поводке, без расстановки в ринге и оценки правильности движений. При этом хендлеры могут устраивать и спарринги для проверки бойцовых качеств собак. В ходе таких учебно-тренировочных боёв боксёры набрасываются друг на друга, подобно терьерам, а судьи проверяют бойцовые качества, в частности т. н. геймнесс, способность конкретной собаки не уходить от драки и сражаться до конца вне зависимости от того, кто одержит верх. Также проверяется темперамент, характер, экстерьер, охранно-сторожевые качества, в том числе проработка следа, работа в паре с человеком, испытания на послушание и выносливость.

## Здоровье
Боксёр — крепкая и здоровая собака, и она не доставит хозяину излишних хлопот, если ухаживать за ней правильно. Основой крепкого здоровья является сырое натуральное питание, подобрать которое можно с помощью ветеринарного диетолога или самостоятельно, изучив литературу по видотипичному питанию собак.
Чтобы собака выросла здоровой, важно позаботиться о ней с самого щенячества. Несколько ценных рекомендаций, которые сэкономят вам деньги на ветеринарных врачей и спасут от возможных травм:
1) Прогулки в правильной анатомической шлейке. Таким образом, шея собаки будет свободна от давления (в случае натяжения поводка - которого не избежать, когда у вас маленький щенок). Когда собака вырастет, прогулки также лучше проводить в правильной анатомической шлейке и на длинном поводке (от 5 метров). Раньше был широко распространён миф о вреде шлеек для разных пород собак, но современные ветеринарные врачи уже больше 20 лет назад развеяли этот миф и рекомендуют использование правильных анатомических шлеек.
2) Нескользкие полы дома. Если у вас дома кафельные полы или ламинат, подумайте, чем их можно застелить, чтобы собаке было не скользко. 
3) Подходящие физические нагрузки: не старайтесь "убегать" боксёра и утомить его повышенными физическими нагрузками. Для развития мускулатуры медленные прогулки по пересечённой местности являются лучшим средством!
4) Помните, что взрослой собаке нужно около 16 часов сна в сутки, а щенкам - около 18. Убедитесь, что ваш боксёр получает достаточное количества сна и отдыха.
5) Относитесь ответственно к стрижке когтей. Когда когти вырастают слишком длинными, меняется постав лап собаки и даже просто спокойное передвижение по дому может вызывать боль и дискомфорт. Приучайте к стрижке когтей с самого маленького возраста, вознаграждая собаку вкусным лакомством за каждый подстриженный коготь.

## Характер
Боксёры от природы очень общительны и не представляют себя вне человеческого общества и их поэтому непросто содержать в питомнике. Боксёр прекрасно чувствует настроение хозяина и, если тот чем-то занят или плохо себя чувствует, просто превращается в тень, ведет себя очень тихо. Собака этой породы — прирождённый клоун, обожающий устраивать представления. Он запросто выучит множество трюков и будет радоваться тому, что над его проделками смеются.
Боксёр должен быть бесстрашен, уверен в себе, спокоен, с крепкой нервной системой. Характер имеет предельное значение и требует тщательного внимания. Его привязанность и верность своему хозяину, всей семье и дому, чуткость с неустрашимостью, мужество защитника известны с давних времен. Он ласков со своей семьёй, но подозрителен к незнакомцам. Весёлый и дружелюбный в игре, всё же бесстрашный в серьёзной ситуации. Легко обучается, так как готов слушаться, обладает качествами бойца и храбростью, природной увлечённостью и превосходным обонянием. Боксёр чистоплотен и не слишком прихотлив, поэтому он приятный и ценный член семьи и в качестве охранника, и как компаньон и рабочий пёс. Его характер заслуживает доверия, без хитрости или коварства, причём даже в старости.
Очень любит, когда с ним гуляют.
Собака этой породы будет настоящим другом и компаньоном своему хозяину.